# Wayne Rooney
Pour les articles homonymes, voir Rooney.
Wayne Rooney, né le 24 octobre 1985 à Liverpool au Royaume-Uni, est un footballeur international anglais qui joue au poste d'attaquant ou de milieu de terrain entre 2002 et 2021. Il est ensuite entraîneur.
Considéré comme l'un des meilleurs joueurs de sa génération et l'un des plus grands joueurs anglais de tous les temps, Rooney est le meilleur buteur de Manchester United et de l'équipe nationale d'Angleterre de 2015 à 2023. Il évolue la majeure partie de sa carrière en tant qu'attaquant mais a également été utilisé à divers postes du milieu de terrain.
Rooney fait ses débuts professionnels à Everton en 2002 à l'âge de 16 ans. Il passe deux saisons dans le club de Merseyside avant de rejoindre Manchester United pour 25,6 millions de livres sterling en 2004. Il y remporte seize trophées et devient l'un des deux seuls joueurs anglais, avec Michael Carrick, à remporter la Premier League, la FA Cup, la Ligue des Champions, la Coupe de la Ligue, la Ligue Europa et la Coupe du monde des clubs.
L’attaquant marque 253 buts pour United toutes compétitions confondues, ce qui fait de lui le meilleur buteur du club de tous les temps. Il est également le troisième meilleurs scoreur de Premier League (classement 1992/1993) (208 buts) derrière Harry Kane et Sergio Agüero. À titre individuel, Rooney remporte le prix du joueur de l'année PFA et celui du footballeur de l'année FWA lors la saison 2009-2010 et termine 5e du Ballon d’or 2011, son meilleur classement en huit nominations. Il contribue grandement aux parcours européens des Red Devils remportant la Ligue des Champions en 2008 (perdant en finale en 2009 et 2011) et la Ligue Europa en 2017, année où il quitte le club mancunien.
Après un bref retour dans son club formateur d’Everton, Rooney part évoluer en MLS pendant deux saisons à DC United avant de revenir en Angleterre à Derby County où il achève sa carrière de joueur. Reconverti entraîneur, il entraîne ses deux derniers clubs puis Birmingham City avant d’officier sur le banc de Plymouth Argyle (en deuxième division) à partir de mai 2024.
Sur la scène internationale, Rooney fait ses débuts avec l'Angleterre en 2003 où il devient, à l'âge de 17 ans, le plus jeune buteur de l'histoire de la sélection. Il se révèle ensuite à l’Euro 2004 inscrivant quatre buts. Rooney a également participé aux Coupes du monde 2006, 2010 et 2014 et aux Championnats d’Europe en 2012 et 2016, ce dernier en tant que capitaine. Avec 53 buts en 120 sélections, Rooney est le deuxième joueur anglais le plus capé et le deuxième meilleur buteur. Membre d’une génération dorée, il n’a pourtant jamais gagné de titre avec les Three Lions.

## Biographie

### Enfance et jeunesse
Wayne Rooney passe son enfance à Croxteth (en), un quartier excentré de l'est de Liverpool, en compagnie de ses deux frères cadets. Il est le fils de Jeanette Marie (née Morrey) et Thomas Wayne Rooney. Il est d'origine irlandaise par ses grands-parents paternels,. Scolarisé à l'école catholique locale, la De La Salle Catholic School, il grandit en supporter du club anglais d'Everton, son idole étant Duncan Ferguson,. Après avoir évolué sous le maillot des Liverpool Schoolboys et des Dynamo Brownwings, Rooney signe à Everton peu avant son onzième anniversaire.

### Débuts à Everton
Wayne Rooney dispute son premier match en professionnel sous le maillot d'Everton, le 17 août 2002, lors d'un match nul 2-2 à domicile face à Tottenham Hotspur, au cours duquel il effectue une passe décisive sur le but inscrit par Mark Pembridge,. Il est alors le deuxième plus jeune joueur à jouer pour l'équipe première de l'histoire d'Everton derrière Joe Royle. Il inscrit ses premiers buts en professionnel le 1er octobre suivant, lors de la victoire 3-0 contre Wrexham FC au deuxième tour de la Coupe de la Ligue, ce qui fait alors de lui le plus jeune buteur d'Everton.
Le 19 octobre 2002 Wayne Rooney devient le plus jeune buteur de l'histoire de la Premier League à 16 ans et 360 jours, à l'occasion d'un match contre le club d'Arsenal en permettant à son équipe de remporter la partie dans les dernières minutes sur le score de 2-1, ce but mettant dans le même temps fin à la série de 30 matches sans défaite d'Arsenal,,. À l'issue de la rencontre, Arsène Wenger dira ceci à propos de Rooney :

« Depuis mon arrivée en Angleterre, je n'ai jamais vu de joueur de moins de vingt ans aussi doué que lui. Il est plus qu'un buteur. C'est un joueur intelligent, et ce qu'il accomplit est exceptionnel. »

— Arsène Wenger, le 19 octobre 2002,.
 Quinze jours plus tard, il permet à nouveau à Everton de remporter la rencontre, cette fois-ci 0-1 en déplacement sur la pelouse de Leeds United.
À la fin de l'année 2002, il reçoit le BBC Sports Young Personality of the Year (en), récompense attribuée au sportif de moins de 17 ans ayant apporté la plus grande contribution au sport pendant l'année.
En janvier 2003, Wayne Rooney signe son tout premier contrat professionnel, ce qui fait de lui un des jeunes footballeurs les mieux payés.
Lors de la deuxième moitié du championnat, le joueur continue encore à inscrire des buts pour son équipe, comme lors de la défaite d'Everton 2-1 face à Arsenal, ou lors de la victoire des Toffees 2-1 face à Newcastle United, et en permettant à nouveau à sa formation de remporter la rencontre dans les dernières seconde aux dépens d'Aston Villa. Pour sa première saison en professionnel, le joueur aura disputé un total de 37 matchs et inscrit 8 buts toutes compétitions confondues.
Rooney inscrit son premier but de la saison 2003-2004 lors d'un match nul 2-2 à l'extérieur contre Charlton Athletic le 26 août 2003. Il ne retrouve le chemin des filets qu'en décembre, lorsqu'il marque lors d'une victoire 2-1 à l'extérieur contre Portsmouth, ou encore lors de la victoire 3-2 à domicile contre Leicester City.
Le 28 décembre 2003, Rooney effectue sa 50e apparition en Premier League face à Birmingham City et qui voit les blues remporter le match sur le score de 1-0.
Le 21 février 2004, le joueur inscrit son premier doublé en Premier League lors du match nul 3-3 de sa formation face à Southampton. Par la suite, il est l'auteur du seul but du match lors de la victoire 1-0 d'Everton contre Portsmouth le 13 mars, avant de marquer lors d'un match nul 1-1 à l'extérieur contre Leicester City une semaine plus tard. Il inscrit enfin son dernier but de la saison lors d'un match nul 1-1 à l'extérieur contre Leeds United le 13 avril 2004.
À la suite des bonnes performances de son joueur lors de l'Euro 2004, le club d'Everton clame qu'il ne met pas fin au contrat de son joueur pour moins de 50 000 000 de livres. Everton se dépêche aussi de faire signer un nouveau contrat à Rooney pour 12 000 livres par semaine pendant trois ans. Mais les espoirs d'Everton sont réduits à néant par le refus de l'agent de Wayne Rooney, laissant Newcastle United et Manchester United se disputer la signature. Il est alors l'un des talents les plus prometteurs du football moderne. Le journal The Times indique même que Newcastle est proche de faire signer la jeune star pour 20 000 000 de livres, ce qui est confirmé par l'agent de Rooney.

### Manchester United

#### Débuts convaincants

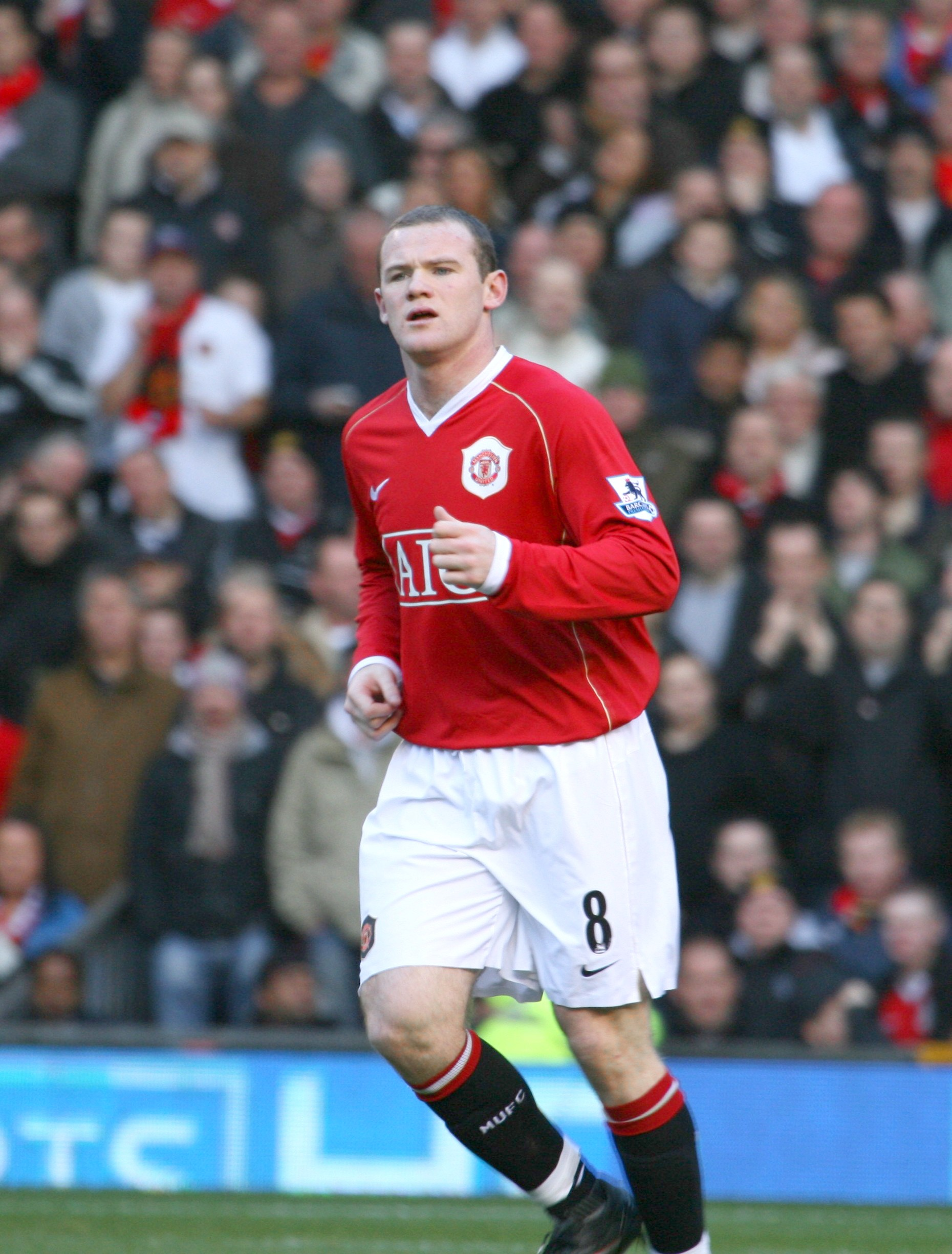
Rooney avec Manchester United en 2006.

Wayne Rooney signe un contrat de six ans en faveur de Manchester United le 31 août 2004, la transaction est estimée à environ 31 millions d'euros. Il s'agit alors de l'indemnité de transfert la plus élevée jamais payée pour un joueur de moins de 20 ans ; Rooney n'était âgé que de 18 ans lorsqu'il a quitté Everton.
Il fait ses débuts sous ses nouvelles couleurs le 28 septembre 2004, lors de la rencontre de ligue des champions face à Fenerbahçe. Les Red Devils remportent le match sur le score de 6-2 et Rooney est l'auteur d'un triplé et d'une passe décisive.
Pour sa première saison avec Manchester United, Rooney ne remporte pas de trophée. En effet, le club ne termine qu'à la troisième place en championnat et ne réussit pas à se qualifier pour les quarts de finale de la ligue des champions. United a néanmoins eu plus de succès au niveau des coupes domestiques, mais a toutefois été éliminé en League Cup au stade des demi-finales par une équipe de Chelsea qui a également remporté le titre de Premier League cette saison-là. En FA Cup, les Red Devils s'inclinent en finale face à Arsenal à l'issue des tirs au but. Rooney finit meilleur buteur de United cette saison-là avec 11 buts, et est élu PFA Young Player of the Year (en).
En septembre 2005, Rooney est expulsé lors du match de Ligue des champions face à Villarreal, après que ce dernier ait applaudi l'arbitre de manière sarcastique, alors que l'arbitre l'avait sanctionné pour une faute involontaire sur un adversaire quelques secondes auparavant.
Rooney remporte son tout premier trophée avec United, le 26 février 2006 en remportant la League Cup face à Wigan Athletic. Manchester United s'adjuge la partie sur le score de 4-0 et Rooney est également élu homme du match au cours de cette finale.
Dès son arrivée, Rooney s'affirme comme l'un des meilleurs espoirs du football britannique. Marquant plus de dix buts en championnat par saison dès ses premières années dans le club mancunien, il reçoit en 2005 et 2006 la récompense de meilleur espoir de Premier League.

#### Période faste
Rooney se fait remarquer dès la première journée de la saison 2006-2007 de Premier League, le 20 août 2006 contre le Fulham FC, en réalisant un doublé et délivrant une passe décisive, permettant à son équipe de s'imposer par cinq buts à un.
Le 29 octobre 2006, Rooney inscrit un triplé lors de la victoire des mancuniens sur le score de 4-0 face aux Bolton Wandrers.
Son rendement en attaque fait de lui l'un des principaux artisans des deux titres de champion d'Angleterre acquis par Manchester United en 2007 et 2008,. Il participe aussi au triomphe mancunien en Ligue des champions, inscrivant 6 buts et 8 passes décisives.

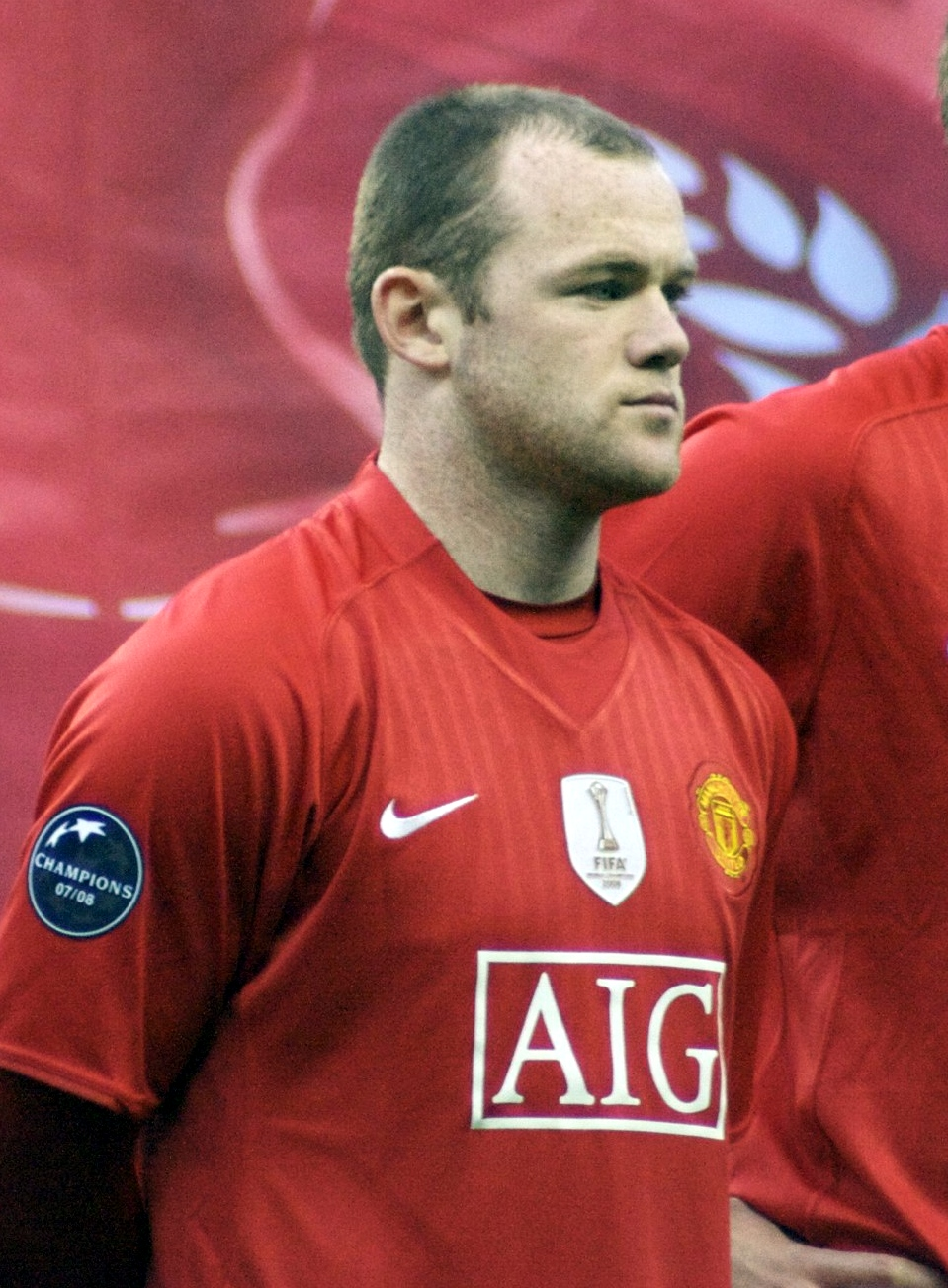
Rooney avec Manchester United en 2009.

Lors du match de championnat face à Manchester City le 30 novembre 2008, il inscrit le centième but de sa carrière professionnelle, toutes compétitions confondues. Il remporte sa deuxième Coupe de la Ligue avec Manchester en 2009 face à Tottenham, trois ans après celle acquise en 2006.
Le 28 novembre 2009, Rooney inscrit un triplé lors de la victoire 4-1 de Manchester United sur la pelouse de Portsmouth.
Le 23 janvier 2010 face à Hull City à Old Trafford, Rooney inscrit les quatre buts de la victoire de son équipe, qui voit Manchester United remporter la partie sur le score final de 4-0. Le 31 janvier suivant, face à Arsenal FC à l'Emirates Stadium, Rooney inscrit son centième but en Premier League. Manchester United remporte la partie sur le score de 3-1. Le 25 avril 2010, il est élu joueur de l'année en Angleterre. Dans le même temps, son équipe conserve la Coupe de la Ligue anglaise en 2010 en inscrivant notamment le but de la victoire en finale face à Aston Villa.
Le 20 octobre 2010, il refuse officiellement de prolonger son contrat du fait de son inquiétude quant à « la faculté du club à attirer des joueurs de classe mondiale ». Le 22 octobre 2010, deux jours après son annonce de départ, Wayne Rooney signe un nouveau contrat de cinq ans avec le club mancunien et déclare : « Je signe un nouveau contrat en étant absolument convaincu que l'encadrement, les entraîneurs, la direction et les propriétaires s'engagent à faire en sorte que le club poursuive son histoire victorieuse. ». Après cette réévaluation de contrat, il devient un des joueurs les mieux payés au monde (hors contrats publicitaires) avec un salaire annuel de près de 14 millions d'euros. Après un début de saison 2010-2011 miné par les blessures, Rooney connaît une période de huit mois sans le moindre but inscrit. Il marque une bicyclette qui permet à son équipe de s'imposer sur le score de 2-1 face à Manchester City le 12 février 2011, ce qui lui vaut, une année plus tard, le prix du « plus beau but de Premier League » depuis sa création en 1992,. Le 2 avril suivant, il permet à son équipe de remonter un retard de deux buts en inscrivant son premier triplé de la saison lors d'une victoire 4-2 à l'extérieur face à  West Ham. Le deuxième but inscrit durant ce même match constitue son 100e but en Premier League pour le club, devenant  le troisième joueur de Manchester United à marquer 100 buts en Premier League, tout comme  Ryan Giggs et Paul Scholes. Le 14 mai 2011, Rooney inscrit un but sur penalty qui permet à Manchester United de revenir à 1 partout lors du match de championnat contre Blackburn en déplacement à Ewood Park, qui sera le score final de cette même rencontre, lors de l'avant-dernier match de la saison de Premier League. Ce match nul permet à United de remporter un 19e titre de champion d'Angleterre de première division, ce qui constitue alors un record, et à Rooney de remporter son quatrième titre de champion. Le 28 mai 2011, lors de la finale de la Ligue des champions contre le FC Barcelone, Rooney égalise pour Manchester United mais son équipe s'incline finalement 3-1.
Le 28 août 2011, il contribue à la victoire historique des Red Devils face à Arsenal (8-2) en inscrivant un triplé lors de la troisième journée de Premier League. À cette occasion, il inscrit ses 150e, 151e et 152e buts toutes compétitions confondues sous les couleurs de Manchester United, dépassant ainsi Ruud van Nistelrooy (150 buts) et se classant neuvième au classement des meilleurs buteurs de l'histoire de Manchester United. Le 10 septembre suivant, il est à nouveau auteur d'un triplé, lors de la victoire des Red Devils 0-5 en déplacement face à Bolton. Lors de la troisième journée des matches de poule de la Ligue des champions opposant les mancuniens au FC Oțelul Galați, qui voit United s'imposer en déplacement 0-2, Rooney marque à deux reprises sur pénalty. Ces deux réalisations font de lui le joueur anglais le plus prolifique de l'histoire de la C1. Il dépasse ainsi le record détenu jusque-là par Paul Scholes (24 buts).
Le 10 décembre suivant, Rooney met fin à une disette de huit matches sans parvenir à inscrire le moindre but. En effet, au cours de cette rencontre il inscrit un doublé contre Wolverhampton Wanderers, qui voit United remporter la partie sur le score de 4-1 à Old Trafford.
Le 5 février 2012, alors que Manchester United est mené 3-0, Rooney inscrit deux buts sur penalty, ce qui permet à United de remonter un déficit de 3 buts de retard et d'obtenir le point du match nul 3-3, lors de la rencontre de Premier League contre Chelsea à Stamford Bridge. Le 11 février suivant, à l'occasion de son 500e match en carrière, Rooney inscrit deux buts lors de la victoire de Manchester United 2-1 aux dépens de Liverpool à Old Trafford.
Wayne Rooney a un début de saison 2012-2013 difficile, à la suite d'une blessure à la cuisse face à Fulham. Après son retour de blessure, il enchaîne les performances de hautes volées. Notamment face à Stoke City, où il marque contre son camp le but du 0-1, avant d'inscrire un doublé et de délivrer une passe décisive à destination de Danny Welbeck, le 20 octobre 2012, Manchester United remporte le match sur le score final de 4-2. Lors du derby mancunien, le 9 décembre 2012 comptant pour la seizième journée de championnat, victoire de Manchester United 3 buts à 2, il inscrit un doublé et devient par la même occasion le plus jeune joueur à inscrire 150 buts en Premier League. Malgré l'arrivée de Robin van Persie, Rooney modifie son style de jeu. Il marque moins mais participe davantage au jeu des Mancuniens cette année-là.

#### Capitaine de Manchester United

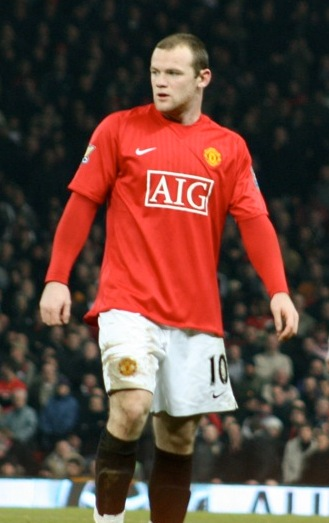
Rooney avec Manchester United en 2008.

Le 17 septembre 2013, Rooney inscrit ses 199 et 200e but lors du match face au Bayer Leverkusen, match remporté par Manchester United sur le score de 4 à 2, il devient le quatrième meilleur buteur de l'histoire de son équipe. Le 27 novembre suivant, une nouvelle fois face au Bayer Leverkusen, Wayne Rooney délivre trois passes décisives et permet à son équipe de s'imposer 5-0 sur le terrain du Bayer. Rooney inscrit son 150e but en championnat pour Manchester United via une volée contre Hull City le 26 décembre suivant, alors que United était mené 2-0, ce qui permet à sa formation de gagner le match 3-2. Au cours de ce même match, il est l'auteur des passes décisives sur les deux autres buts inscrits par son équipe. Le 21 février 2014, Rooney signe un nouveau contrat de six ans et devient le joueur le mieux payé du monde (hors publicité), avec un salaire de 18,5 millions d'euros. Le 22 mars 2014, Rooney inscrit un doublé pour United face à West Ham, lors de la victoire 0-2 de sa formation, ce qui lui permet de se hisser à la troisième place au classement des meilleurs buteurs de l'histoire du club, avec 212 buts en carrière.
À la suite des départs de Ryan Giggs, Nemanja Vidić, Rio Ferdinand et de Patrice Évra, le nouvel entraîneur de Manchester United, Louis van Gaal lui confie le brassard de capitaine à l'aube de la saison 2014-2015. Le 14 septembre 2014, il devient le troisième meilleur buteur du championnat anglais avec 175 buts, égalant Thierry Henry.

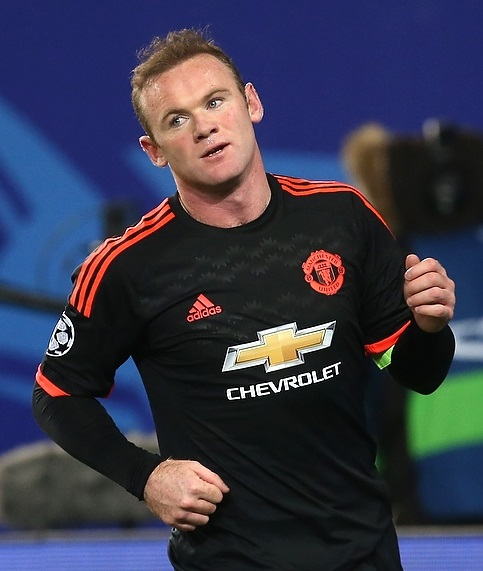
Rooney avec Manchester United en 2015.

Dans les différents systèmes de jeu de Louis van Gaal, Rooney est reculé sur le terrain à un poste inédit de milieu de terrain dans le 4-4-2, voire de milieu défensif dans le 3-5-2, aux côtés de Michael Carrick et de Juan Mata. Sa qualité de passes, son impact physique et ses frappes en font un élément précieux pour l’entraîneur néerlandais, qui le titularise souvent en soutien d'un attaquant voire au milieu de terrain.
Le 28 février 2015, il inscrit un doublé face à Sunderland qui permet aux Mancuniens de prendre la troisième place du championnat. Il n'avait plus inscrit de but en championnat depuis décembre 2014. Le 15 mars 2015, il marque le troisième but de son équipe contre Tottenham et célèbre son but en feignant de se mettre KO, clin d'œil à la vidéo postée sur internet où l'attaquant est mis à terre par un défenseur de Sunderland, Phil Bardsley, au cours d'un combat de boxe amical. Le 4 avril de la même année, il inscrit un magnifique but dans la surface en reprenant le ballon en demi-volée.
Au début de la saison 2015-2016, Rooney est repositionné dans un poste d'attaquant centre à la suite du départ de Robin van Persie,. Le 26 août 2015, il inscrit un triplé en barrage retour de Ligue des champions contre le Club Bruges (4-0). Sa performance vient démentir les doutes sur la capacité du joueur à retrouver son niveau.
Le 21 mai 2016, Rooney fut le capitaine de Manchester United lors de la finale de FA Cup face à Crystal Palace. Il dispute les 120 minutes en tant que milieu de terrain central et remporte la compétition pour la première fois de sa carrière, après une victoire sur le score de 2-1 à l'issue des prolongations.
Le 21 janvier 2017, lors d'une rencontre contre Stoke City pour le compte de la 22e journée de Premier League, Wayne Rooney inscrit son 250e but sous les couleurs de Manchester United, permettant à son équipe de revenir à un partout et à cette dernière d'obtenir le point du match nul ; devenant ainsi le meilleur buteur de l'histoire du club devant Bobby Charlton, avec 249 buts.
Pour son dernier match sous les couleurs de Manchester United, le 24 mai 2017, Rooney remporte l'Europa League à l'occasion de la victoire de Manchester United sur le score de 2-0 face à l'Ajax Amsterdam.
Au cours de son passage à Manchester United, Wayne Rooney  devient meilleur buteur de l'histoire du club avec 253 buts, remportant dans le même temps cinq titres de Premier League, quatre Coupe de la Ligue anglaise ainsi que la Ligue des champions, l'Europa League et la FA Cup.

### Retour à Everton
Treize ans après son départ, Rooney signe un contrat de deux ans avec Everton le 9 juillet 2017. Le 12 août suivant, il inscrit l'unique but des Toffees lors de la première journée de Premier League face à Stoke City. Il est alors impliqué dans 300 buts en Premier League (199 buts, 101 passes décisives). Le 21 août 2017, Rooney devient le second joueur à atteindre les 200 buts en Premier League à la suite de son but face à Manchester City (1-1).
Rooney inscrit onze buts en quarante matchs toutes compétitions confondues lors de la saison 2017-2018 sous le maillot d'Everton.

### D.C. United
Le 28 juin 2018, Everton annonce un accord trouvé avec D.C. United, qui évolue en Major League Soccer, sur la base d'un contrat de trois ans et demi. Le transfert prend effet le 10 juillet, date d'ouverture du marché des transferts en MLS. Le 14 juillet suivant, il participe à son premier match avec le club basé à Washington en entrant à l'heure de jeu lors d'une rencontre de Major League Soccer contre les Whitecaps de Vancouver. Il délivre une passe décisive sur le troisième but des siens qui l'emportent 3-1.
Le 29 juillet 2018, Rooney inscrit son premier but en MLS face aux Rapids du Colorado (victoire 2-1).
Wayne Rooney inscrit douze buts et délivre six passes décisives en vingt matchs de MLS en l'espace de trois mois et demi et contribue à la qualification de son club pour les séries éliminatoires, alors que D.C. United pointait à la dernière place du classement au moment de sa signature. Le club basé à Washington s'incline cependant dès le premier tour de ces séries quelques jours plus tard. Les bonnes performances de Rooney lui permettent d'être nommé dans l'équipe-type de MLS de l'année.
Le 17 mars 2019, Rooney se fait remarquer en réalisant son premier et unique triplé pour D.C. United, lors d'un match de MLS contre le Real Salt Lake. Il contribue ainsi à la victoire de son équipe par cinq buts à zéro,.

### Fin de carrière à Derby County
Le 6 août 2019, Wayne Rooney s'engage pour un an et demi avec Derby County en qualité de joueur-entraîneur, le contrat débutant le 1er janvier 2020 et disposant d'une option de prolongation d'une année supplémentaire. Membre du staff technique de Phillip Cocu, Rooney commence à prendre part aux entraînements de Derby County à partir de fin novembre 2019, et son transfert est officialisé le 1er janvier 2020.
Rooney joue son premier match avec Derby County dès le lendemain en étant titularisé contre Barnsley en championnat. Capitaine pour ses débuts, il délivre une passe décisive et son équipe l'emporte 2-1.
Le 28 janvier 2020, Rooney inscrit son premier but avec Derby County lors d'un match de championnat face à Luton Town (défaite 3-2).
En novembre 2020, Rooney met sa carrière de joueur entre parenthèses puisqu'il est nommé co-entraîneur intérimaire de Derby County après le limogeage de Phillip Cocu.

### Entraîneur
À la suite d'une mauvaise entame lors de la saison 2020-2021, qui voit Derby County se retrouver à la dernière place du classement en championnat, ce qui engendre en conséquence le limogeage de Phillip Cocu, Rooney est alors nommé dans un staff d'entraîneurs intérimaires de quatre personnes aux côtés de Liam Rosenior, Shay Given et Justin Walker le 14 novembre 2020. Une semaine plus tard, lors de ses débuts, Derby s'est incliné 1-0 à Bristol City, se retrouvant ainsi en bas de tableau et à trois points du premier non-relégable, mais Rooney a assuré qu'il pouvait garantir que l'équipe s'améliorerait et sortirait de cette situation. À la suite d'une lourde défaite 3-0 contre Middlesbrough, il a été annoncé que Rooney prendrait seul les rênes de l'équipe pour le match suivant et qu'il s'était retiré de l'effectif, Rooney ayant clairement exprimé son désir d'assumer ce rôle à plein temps. Rooney a commencé à diriger seul les Rams alors que l'équipe était à la 24e place, à six points du premier non-relégable et à la suite d'une série de quatre défaites consécutives ; après avoir amélioré les résultats de l'équipe suffisamment pour les sortir de la zone de relégation, il a dès lors été nommé manager permanent le 15 janvier, annonçant par la même occasion qu'il met un terme à sa carrière de joueur. Le 8 mai 2021, lors du dernier match de la saison, Derby County fait match nul 3-3 à domicile contre Sheffield Wednesday, évitant de justesse la relégation en League One.
Après un passage à DC United en Major League Soccer, le 11 octobre 2023, le club de Birmingham City annonce son arrivée en tant que coach de l'équipe première en Championship. Il est limogé de Birmingham City début janvier 2024 à la suite de mauvais résultats.
Le 25 mai 2024, Wayne Rooney est nommé entraîneur du Plymouth Argyle, en deuxième division anglaise. Il signe un contrat de trois ans, le liant au club jusqu'en juin 2027. Il est licencié en décembre 2024 à la suite de mauvais résultats en Championship. Le 31 décembre 2024, alors que l'équipe était dernière au classement et à quatre points du maintien, Rooney a quitté Plymouth d'un commun accord avec le club,.

### Sélection nationale
Le 12 février 2003, Wayne Rooney devient le plus jeune joueur à être appelé sous le maillot des Three Lions en honorant sa première sélection contre l'Australie en match amical, après avoir été appelé en équipes jeunes,,.
Le 6 septembre 2003, il inscrit son premier but en sélection nationale face à la Macédoine (victoire 1-2) et devient le plus jeune buteur de l'histoire de la sélection anglaise, à 17 ans et 317 jours. Ce record est toujours d'actualité en 2019.
Rooney est ensuite sélectionné par Sven-Göran Eriksson pour disputer l'Euro 2004. Il devient le plus jeune buteur de la compétition en marquant un doublé contre la Suisse en phase de poule, mais son record est battu quelques jours plus tard par le Suisse Johan Vonlanthen. Il récidive en marquant à nouveau un doublé peu après face à la Croatie, avant de terminer le tournoi par une entorse de la cheville à la 27e minute du quart de finale contre le Portugal durant lequel les Anglais sont éliminés aux tirs au but.

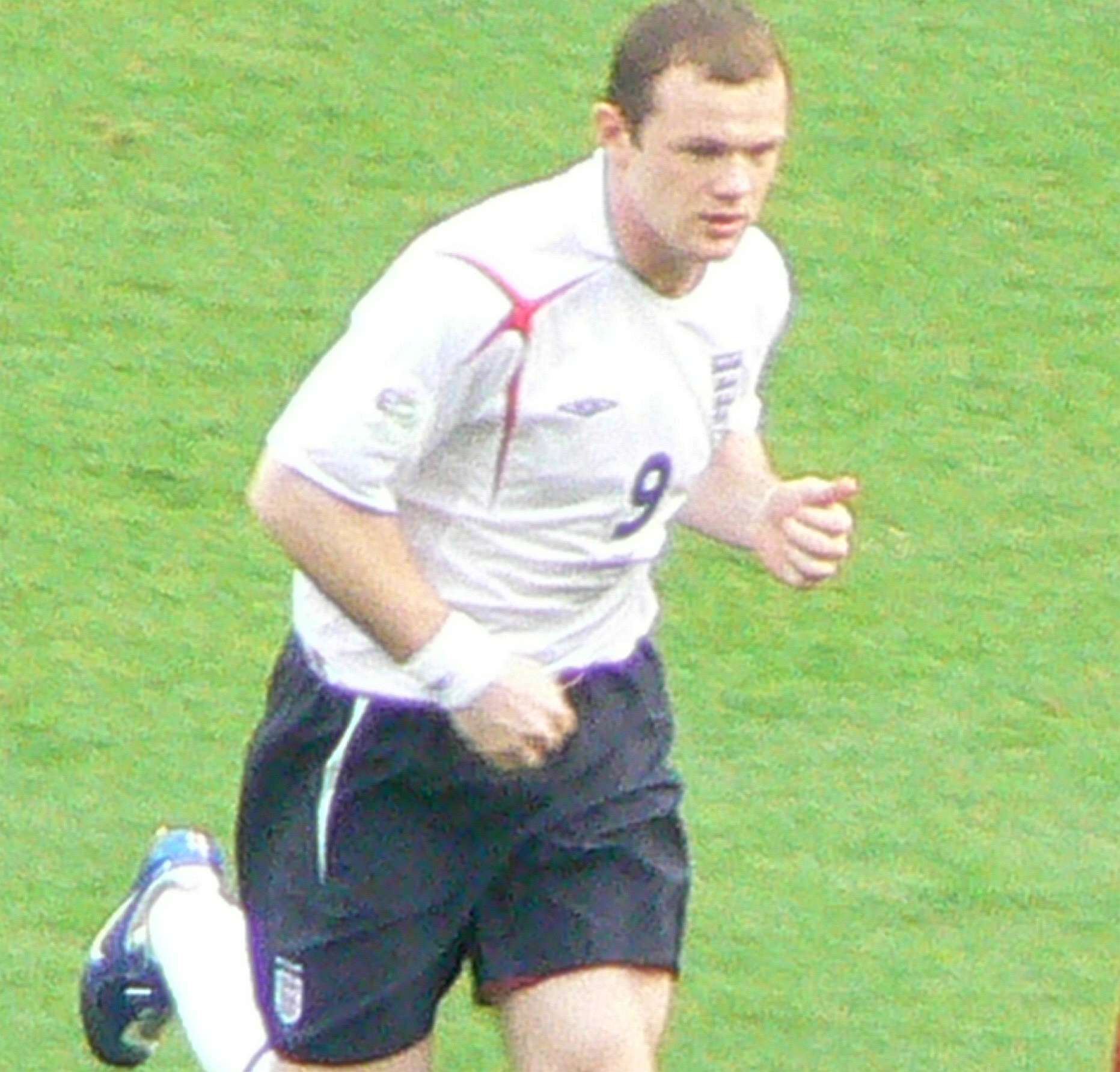
Rooney avec la sélection anglaise en 2006.

Wayne Rooney se blesse gravement avant la Coupe du monde 2006, mais est tout de même sélectionné dans l'équipe anglaise, bien que sa blessure ne soit pas totalement guérie. Il est aligné à partir du match contre Trinité-et-Tobago le 15 juin. Le 1er juillet, il reçoit son second carton rouge sous les couleurs anglaises en quarts de finale face au Portugal. Pour la seconde fois consécutive, l'Angleterre est éliminée d'une grande compétition par les Portugais lors des tirs au but,.
Pendant la Coupe du monde 2010, les joueurs anglais sont hués par leurs fans après le match nul (0-0) face à l'Algérie. Filmé par la caméra de la chaîne Live TV, Rooney est visiblement énervé et déclare : « C'est bien de se faire siffler par ses propres supporters. ». Il s'en excuse quelques jours plus tard : « J'ai dit des choses qui me sont venues car j'étais frustré du résultat et de notre performance. Par conséquent, je m'excuse de toute offense suite à mes paroles après ce match. ».
L'Angleterre est finalement sortie en huitièmes de finale par l'Allemagne, après s'être inclinnée sur le large score de 4-1.
Le 16 mai 2012, il fait partie des vingt-trois joueurs convoqués par Roy Hodgson pour participer à l'Euro 2012. Rooney s'illustre en marquant un but lors du dernier match de poules face à l'Ukraine. L'Angleterre termine en tête de son groupe avant d'être éliminée par l'Italie en quarts de finale, lors d'une séance de tirs au but.
Le 11 octobre suivant, Rooney est désigné capitaine pour disputer la rencontre comptant pour les éliminatoires de la Coupe du monde 2014 face à Saint-Marin le lendemain à la suite de la suspension de Steven Gerrard et au forfait de Frank Lampard. Il se distingue en marquant un doublé durant ce match qui voit les joueurs anglais l'emporter 5-0.
Le 19 juin 2014, lors du second match de la Coupe du monde 2014 de l'Angleterre contre l'Uruguay au Corinthiens Arena, Wayne Rooney marque son premier but dans une phase finale de Coupe du monde.
Lors du match comptant pour les éliminatoires de l'Euro 2016 face à Saint-Marin, le 5 septembre 2015, il égale le record du nombre de buts marqués en sélection précédemment détenu par Bobby Charlton et permet aux Anglais d'être la première équipe qualifiée pour l'Euro (6-0). Il bat ce record trois jours plus tard lors de la réception de la Suisse pour ces mêmes éliminatoires, en marquant un penalty à la 84e minute,. Rentré au vestiaire, il est applaudi par ses coéquipiers, le félicitant pour son record.
Le 16 mai 2016, il est convoqué en équipe d'Angleterre par le sélectionneur Roy Hodgson pour faire partie de l'effectif prévisionnel de l'Euro 2016, avant de faire partie de la liste finale des 23 joueurs en vue de disputer cette compétition. Rooney prend part à quatre rencontres lors de la compétition et inscrit l'unique but des siens en huitièmes de finale face à l'Islande, qui s'impose 1-2.
Le 23 août 2017, Wayne Rooney, meilleur buteur de l'histoire de la sélection anglaise, annonce qu'il met un terme à sa carrière internationale. Son dernier match avec les Three Lions remonte alors au 11 novembre 2016 et une victoire 3-0 face à l'Écosse.
La Fédération anglaise de football annonce cependant que Rooney est rappelé pour participer à un match amical contre les États-Unis le 15 novembre 2018, des collectes de dons ayant lieu lors de cette rencontre pour la Fondation Wayne Rooney, qui aide les enfants défavorisés,. Il participe comme convenu à sa 120e et dernière sélection en entrant à l'heure de jeu lors de cette rencontre que l'Angleterre remportera 3-0.

## Style de jeu

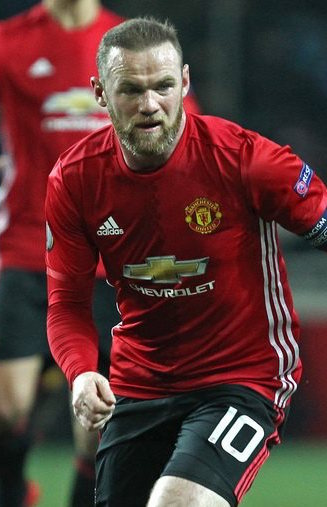
Rooney, photographié en 2016 sous les couleurs de Manchester United. Son engagement, son sens du but, son travail d'équipe et sa technique étaient très appréciés.

Wayne Rooney, reconnu comme un des meilleurs joueurs de sa génération,, se distingue par sa polyvalence offensive tout au long de sa carrière. En dépit de sa taille relativement petite (1,76 m), il a une présence remarquée dans les airs,.
Habitué à occuper toutes les positions offensives sur le front de l'attaque,, Rooney préfère évoluer au poste d'avant-centre. Il est également utilisé comme un second attaquant, un ailier, un meneur de jeu reculé et même un milieu de terrain central ou encore comme milieu « box-to-box » durant sa carrière,,.
Avec l'âge et la diminution de sa vitesse, Rooney est utilisé dans des rôles plus créatifs et profonds, excellant en tant que distributeur de jeu grâce à sa vision, son jeu de passes, ses courses depuis le milieu de terrain et son esprit d'équipe. Il évolue également en tant que « faux 9 » au cours de sa carrière.
En étant un buteur prolifique à son apogée à Manchester United, Rooney est un attaquant puissant et un finisseur précis, capable de marquer à la fois à l'intérieur et à l'extérieur de la surface de réparation, ainsi que sur des reprises de volée,. Sa capacité à frapper de très loin le voit marquer depuis sa propre moitié de terrain pour Manchester United, Everton et D.C. United. Il est salué pour son travail sur le terrain et son endurance par les joueurs, les entraîneurs et les médias, et est également très apprécié pour son dévouement et sa volonté de presser les adversaires lors de pertes de balles, afin de récupérer le ballon et de démarrer les attaques pour son équipe,. Bien qu'il ne soit pas particulièrement prolifique sur les coups francs, il tire néanmoins souvent des coups de pied arrêtés,, et des penalties tout au long de sa carrière,, bien que son taux de réussite sur penalty soit quelque peu irrégulier.
En raison de ses prestations précoces dès son adolescence, Wayne Rooney se voit être affublé des surnoms de « Wazza » (en référence à l'ancien international anglais Paul Gascoigne, qui était également un joueur doué, ayant aussi des problèmes en-dehors du terrain), « The Wonder Boy », « le nouveau Pelé », et « le Pelé blanc ». Rooney est un joueur rapide et agile durant sa jeunesse ; cependant, plusieurs blessures tout au long de sa carrière, en plus des problèmes de poids, ont affecté sa vitesse et sa mobilité au fur et à mesure des années, ce qui conduit certains acteurs à l'accuser de ne pas avoir été à la hauteur de son plein potentiel,,. Son entraîneur Sir Alex Ferguson l'a mis en garde à plusieurs reprises à propos de sa condition physique, déclarant à propos de Rooney, « Il est très trapu, il va devoir s'entraîner correctement tout le temps ». L'ancien préparateur physique de Manchester United, Mick Clegg, a déclaré : « Wayne ne voyait pas vraiment l'importance de la salle de sport. Il disait "Je suis ici pour jouer au football" ». Rooney est aussi critiqué pour son comportement et son agressivité sur le terrain, ce qui le conduit à recevoir des cartons inutiles,.
Ancien meilleur buteur de l'histoire de l'équipe d'Angleterre et meilleur buteur de tous les temps de Manchester United, Rooney est considéré par certains acteurs comme l'un des meilleurs attaquants anglais et l'un des meilleurs attaquants de sa génération. Cependant, il a également été critiqué dans les médias pour certaines de ses performances en phase finale des grands tournois avec l'Angleterre,. Il est aussi critiqué par certains pour ne pas avoir brillé lors des grands matchs, malgré son nombre de buts inscrits dans les derbies de Manchester. En dépit de ces critiques, Rooney est largement considéré comme un joueur influent et un leader sur le terrain, et est loué pour son travail pour l'équipe, son courage et son désir de toujours vouloir gagner.

## Statistiques

### Carrière
| Saison                | Club                  | Championnat           | Championnat | Championnat | Championnat | Coupe nationale | Coupe nationale | Coupe nationale | Coupe de la Ligue | Coupe de la Ligue | Coupe de la Ligue | Supercoupe | Supercoupe | Supercoupe | Compétition(s) continentale(s) | Compétition(s) continentale(s) | Compétition(s) continentale(s) | Compétition(s) continentale(s) | Supercoupe de l'UEFA | Supercoupe de l'UEFA | Supercoupe de l'UEFA | Coupe du monde des clubs | Coupe du monde des clubs | Coupe du monde des clubs | Séries | Séries | Séries | Total | Total | Total |
| Saison                | Club                  | Division              | M.          | B.          | P.d.        | M.              | B.              | P.d.            | M.                | B.                | P.d.              | M.         | B.         | P.d.       | Comp.                          | M.                             | B.                             | P.d.                           | M.                   | B.                   | P.d.                 | M.                       | B.                       | P.d.                     | M.     | B.     | P.d.   | M.    | B.    | P.d.  |
| 2002-2003             | Everton FC            | Premier League        | 33          | 6           | 4           | 1               | 0               | 0               | 3                 | 2                 | 0                 | -          | -          | -          | -                              | -                              | -                              | -                              | -                    | -                    | -                    | -                        | -                        | -                        | -      | -      | -      | 37    | 8     | 4     |
| 2003-2004             | Everton FC            | Premier League        | 34          | 9           | 4           | 3               | 0               | 0               | 3                 | 0                 | 0                 | -          | -          | -          | -                              | -                              | -                              | -                              | -                    | -                    | -                    | -                        | -                        | -                        | -      | -      | -      | 40    | 9     | 4     |
| Sous-total            | Sous-total            | Sous-total            | 67          | 15          | 8           | 4               | 0               | 0               | 6                 | 2                 | 0                 | -          | -          | -          | -                              | -                              | -                              | -                              | -                    | -                    | -                    | -                        | -                        | -                        | -      | -      | -      | 77    | 17    | 8     |
| 2004-2005             | Manchester United     | Premier League        | 29          | 11          | 2           | 6               | 3               | 0               | 2                 | 0                 | 0                 | -          | -          | -          | C1                             | 6                              | 3                              | 0                              | -                    | -                    | -                    | -                        | -                        | -                        | -      | -      | -      | 43    | 17    | 2     |
| 2005-2006             | Manchester United     | Premier League        | 36          | 16          | 9           | 3               | 0               | 2               | 4                 | 2                 | 2                 | -          | -          | -          | C1                             | 5                              | 1                              | 0                              | -                    | -                    | -                    | -                        | -                        | -                        | -      | -      | -      | 48    | 19    | 13    |
| 2006-2007             | Manchester United     | Premier League        | 35          | 14          | 11          | 7               | 5               | 3               | 1                 | 0                 | 0                 | -          | -          | -          | C1                             | 12                             | 4                              | 0                              | -                    | -                    | -                    | -                        | -                        | -                        | -      | -      | -      | 55    | 23    | 14    |
| 2007-2008             | Manchester United     | Premier League        | 27          | 12          | 11          | 7               | 5               | 1               | -                 | -                 | -                 | 1          | 0          | 1          | C1                             | 13                             | 6                              | 8                              | -                    | -                    | -                    | -                        | -                        | -                        | -      | -      | -      | 48    | 23    | 21    |
| 2008-2009             | Manchester United     | Premier League        | 30          | 12          | 7           | 2               | 1               | 2               | 1                 | 0                 | 0                 | -          | -          | -          | C1                             | 13                             | 4                              | 3                              | 1                    | 0                    | 0                    | 2                        | 3                        | 0                        | -      | -      | -      | 49    | 20    | 12    |
| 2009-2010             | Manchester United     | Premier League        | 32          | 26          | 3           | 1               | 0               | 0               | 3                 | 2                 | 1                 | 1          | 1          | 0          | C1                             | 7                              | 5                              | 2                              | -                    | -                    | -                    | -                        | -                        | -                        | -      | -      | -      | 44    | 34    | 6     |
| 2010-2011             | Manchester United     | Premier League        | 28          | 11          | 11          | 2               | 1               | 0               | -                 | -                 | -                 | 1          | 0          | 0          | C1                             | 9                              | 4                              | 2                              | -                    | -                    | -                    | -                        | -                        | -                        | -      | -      | -      | 40    | 16    | 13    |
| 2011-2012             | Manchester United     | Premier League        | 34          | 27          | 4           | 1               | 2               | 0               | -                 | -                 | -                 | 1          | 0          | 0          | C1+C3                          | 4+3                            | 2+3                            | 0+1                            | -                    | -                    | -                    | -                        | -                        | -                        | -      | -      | -      | 43    | 34    | 5     |
| 2012-2013             | Manchester United     | Premier League        | 27          | 12          | 10          | 3               | 3               | 0               | 1                 | 0                 | 0                 | -          | -          | -          | C1                             | 6                              | 1                              | 3                              | -                    | -                    | -                    | -                        | -                        | -                        | -      | -      | -      | 37    | 16    | 13    |
| 2013-2014             | Manchester United     | Premier League        | 29          | 17          | 10          | -               | -               | -               | 2                 | 0                 | 2                 | -          | -          | -          | C1                             | 9                              | 2                              | 8                              | -                    | -                    | -                    | -                        | -                        | -                        | -      | -      | -      | 40    | 19    | 20    |
| 2014-2015             | Manchester United     | Premier League        | 33          | 12          | 5           | 4               | 2               | 1               | -                 | -                 | -                 | -          | -          | -          | -                              | -                              | -                              | -                              | -                    | -                    | -                    | -                        | -                        | -                        | -      | -      | -      | 37    | 14    | 6     |
| 2015-2016             | Manchester United     | Premier League        | 28          | 8           | 6           | 5               | 2               | 0               | 2                 | 1                 | 0                 | -          | -          | -          | C1+C3                          | 6+0                            | 4+0                            | 0+0                            | -                    | -                    | -                    | -                        | -                        | -                        | -      | -      | -      | 41    | 15    | 6     |
| 2016-2017             | Manchester United     | Premier League        | 25          | 5           | 5           | 2               | 1               | 1               | 4                 | 0                 | 0                 | 1          | 0          | 1          | C3                             | 7                              | 2                              | 3                              | -                    | -                    | -                    | -                        | -                        | -                        | -      | -      | -      | 39    | 8     | 10    |
| Sous-total            | Sous-total            | Sous-total            | 393         | 183         | 93          | 41              | 22              | 8               | 19                | 5                 | 5                 | 5          | 1          | 1          | -                              | 98                             | 39                             | 23                             | 1                    | 0                    | 0                    | 2                        | 3                        | 0                        | -      | -      | -      | 559   | 253   | 130   |
| 2017-2018             | Everton FC            | Premier League        | 31          | 10          | 2           | 1               | 0               | 0               | 1                 | 0                 | 0                 | -          | -          | -          | C3                             | 7                              | 1                              | 1                              | -                    | -                    | -                    | -                        | -                        | -                        | -      | -      | -      | 40    | 11    | 3     |
| 2018                  | D.C. United           | MLS                   | 21          | 12          | 6           | -               | -               | -               | -                 | -                 | -                 | -          | -          | -          | -                              | -                              | -                              | -                              | -                    | -                    | -                    | -                        | -                        | -                        | -      | -      | -      | 21    | 12    | 6     |
| 2019                  | D.C. United           | MLS                   | 28          | 11          | 7           | 2               | 2               | 1               | -                 | -                 | -                 | -          | -          | -          | -                              | -                              | -                              | -                              | -                    | -                    | -                    | -                        | -                        | -                        | 1      | 0      | 0      | 31    | 13    | 8     |
| Sous-total            | Sous-total            | Sous-total            | 49          | 23          | 13          | 2               | 2               | 1               | -                 | -                 | -                 | -          | -          | -          | -                              | -                              | -                              | -                              | -                    | -                    | -                    | -                        | -                        | -                        | 1      | 0      | 0      | 52    | 25    | 14    |
| 2019-2020             | Derby County FC       | Championship          | 20          | 5           | 3           | 4               | 1               | 0               | -                 | -                 | -                 | -          | -          | -          | -                              | -                              | -                              | -                              | -                    | -                    | -                    | -                        | -                        | -                        | -      | -      | -      | 24    | 6     | 3     |
| 2020-2021             | Derby County FC       | Championship          | 10          | 1           | 0           | -               | -               | -               | 1                 | 0                 | 0                 | -          | -          | -          | -                              | -                              | -                              | -                              | -                    | -                    | -                    | -                        | -                        | -                        | -      | -      | -      | 11    | 1     | 0     |
| Sous-total            | Sous-total            | Sous-total            | 30          | 6           | 3           | 4               | 1               | 0               | 1                 | 0                 | 0                 | -          | -          | -          | -                              | -                              | -                              | -                              | -                    | -                    | -                    | -                        | -                        | -                        | -      | -      | -      | 35    | 7     | 3     |
| Total sur la carrière | Total sur la carrière | Total sur la carrière | 570         | 237         | 119         | 52              | 25              | 9               | 27                | 7                 | 5                 | 5          | 1          | 1          | -                              | 105                            | 40                             | 24                             | 1                    | 0                    | 0                    | 2                        | 3                        | 0                        | 1      | 0      | 0      | 763   | 313   | 158   |

### Buts en sélection

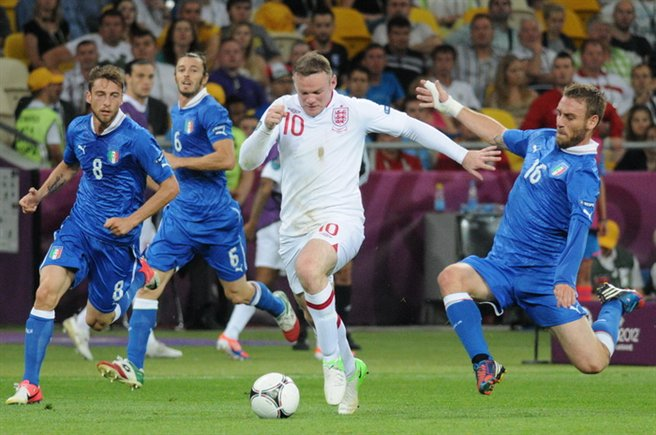
Wayne Rooney taclé par Daniele De Rossi lors du match Angleterre-Italie.

| Buts de Wayne Rooney en sélection | Buts de Wayne Rooney en sélection | Buts de Wayne Rooney en sélection | Buts de Wayne Rooney en sélection | Buts de Wayne Rooney en sélection | Buts de Wayne Rooney en sélection | Buts de Wayne Rooney en sélection |
| --------------------------------- | --------------------------------- | --------------------------------- | --------------------------------- | --------------------------------- | --------------------------------- | --------------------------------- |
| #                                 | Date                              | Lieu                              | Adversaire                        | Score                             | Résultats                         | Compétitions                      |
| 1                                 | 6 septembre 2003                  | Skopje (Macédoine)                | Macédoine du Nord                 | 1-1                               | 1-2                               | Éliminatoires Euro 2004           |
| 2                                 | 10 septembre 2003                 | Manchester (Angleterre)           | Liechtenstein                     | 2-0                               | 2-0                               | Éliminatoires Euro 2004           |
| 3                                 | 16 novembre 2003                  | Manchester (Angleterre)           | Danemark                          | 1-0                               | 2-3                               | Match amical                      |
| 4                                 | 5 juin 2004                       | Manchester (Angleterre)           | Islande                           | 2-0                               | 6-1                               | Match amical                      |
| 5                                 | 5 juin 2004                       | Manchester (Angleterre)           | Islande                           | 3-0                               | 6-1                               | Match amical                      |
| 6                                 | 17 juin 2004                      | Coimbra (Portugal)                | Suisse                            | 1-0                               | 0-3                               | Euro 2004                         |
| 7                                 | 17 juin 2004                      | Coimbra (Portugal)                | Suisse                            | 2-0                               | 0-3                               | Euro 2004                         |
| 8                                 | 21 juin 2004                      | Lisbonne (Portugal)               | Croatie                           | 1-2                               | 2-4                               | Euro 2004                         |
| 9                                 | 21 juin 2004                      | Lisbonne (Portugal)               | Croatie                           | 1-3                               | 2-4                               | Euro 2004                         |
| 10                                | 17 août 2005                      | Copenhague (Danemark)             | Danemark                          | 3-1                               | 4-1                               | Match amical                      |
| 11                                | 12 novembre 2005                  | Genève (Suisse)                   | Argentine                         | 1-1                               | 2-3                               | Match amical                      |
| 12                                | 15 novembre 2006                  | Amsterdam (Pays-Bas)              | Pays-Bas                          | 0-1                               | 1-1                               | Match amical                      |
| 13                                | 13 octobre 2007                   | Londres (Angleterre)              | Estonie                           | 2-0                               | 3-0                               | Éliminatoires Euro 2008           |
| 14                                | 17 octobre 2007                   | Moscou (Russie)                   | Russie                            | 0-1                               | 2-1                               | Éliminatoires Euro 2008           |
| 15                                | 10 septembre 2008                 | Zagreb (Croatie)                  | Croatie                           | 0-3                               | 1-4                               | Éliminatoires Coupe du monde 2010 |
| 16                                | 11 octobre 2008                   | Londres (Angleterre)              | Kazakhstan                        | 3-1                               | 5-1                               | Éliminatoires Coupe du monde 2010 |
| 17                                | 11 octobre 2008                   | Londres (Angleterre)              | Kazakhstan                        | 4-1                               | 5-1                               | Éliminatoires Coupe du monde 2010 |
| 18                                | 15 octobre 2008                   | Minsk (Biélorussie)               | Biélorussie                       | 1-2                               | 1-3                               | Éliminatoires Coupe du monde 2010 |
| 19                                | 15 octobre 2008                   | Minsk (Biélorussie)               | Biélorussie                       | 1-3                               | 1-3                               | Éliminatoires Coupe du monde 2010 |
| 20                                | 28 mars 2009                      | Londres, Angleterre               | Slovaquie                         | 2-0                               | 4-0                               | Match amical                      |
| 21                                | 28 mars 2009                      | Londres (Angleterre)              | Slovaquie                         | 4-0                               | 4-0                               | Match amical                      |
| 22                                | 6 juin 2009                       | Almaty (Kazakhstan)               | Kazakhstan                        | 0-3                               | 0-4                               | Éliminatoires Coupe du monde 2010 |
| 23                                | 10 juin 2009                      | Londres (Angleterre)              | Andorre                           | 1-0                               | 6-0                               | Éliminatoires Coupe du monde 2010 |
| 24                                | 10 juin 2009                      | Londres (Angleterre)              | Andorre                           | 3-0                               | 6-0                               | Éliminatoires Coupe du monde 2010 |
| 25                                | 9 septembre 2009                  | Londres (Angleterre)              | Croatie                           | 5-1                               | 5-1                               | Éliminatoires Coupe du monde 2010 |
| 26                                | 7 septembre 2010                  | Bâle (Suisse)                     | Suisse                            | 0-1                               | 1-3                               | Éliminatoires Euro 2012           |
| 27                                | 2 septembre 2011                  | Sofia (Bulgarie)                  | Bulgarie                          | 0-2                               | 0-3                               | Éliminatoires Euro 2012           |
| 28                                | 2 septembre 2011                  | Sofia (Bulgarie)                  | Bulgarie                          | 0-3                               | 0-3                               | Éliminatoires Euro 2012           |
| 29                                | 18 juin 2012                      | Donetsk (Ukraine)                 | Ukraine                           | 1-0                               | 1-0                               | Euro 2012                         |
| 30                                | 12 octobre 2012                   | Londres (Angleterre)              | Saint-Marin                       | 1-0                               | 5-0                               | Éliminatoires Coupe du monde 2014 |
| 31                                | 12 octobre 2012                   | Londres (Angleterre)              | Saint-Marin                       | 3-0                               | 5-0                               | Éliminatoires Coupe du monde 2014 |
| 32                                | 17 octobre 2012                   | Varsovie (Pologne)                | Pologne                           | 0-1                               | 1-1                               | Éliminatoires Coupe du monde 2014 |
| 33                                | 6 février 2013                    | Londres (Angleterre)              | Brésil                            | 1-0                               | 2-1                               | Match amical                      |
| 34                                | 22 mars 2013                      | Saint-Marin                       | Saint-Marin                       | 6-0                               | 8-0                               | Éliminatoires Coupe du monde 2014 |
| 35                                | 26 mars 2013                      | Podgorica (Monténégro)            | Monténégro                        | 0-1                               | 1-1                               | Éliminatoires Coupe du monde 2014 |
| 36                                | 2 juin 2013                       | Rio de Janeiro (Brésil)           | Brésil                            | 1-2                               | 2-2                               | Match amical                      |
| 37                                | 11 octobre 2013                   | Londres (Angleterre)              | Monténégro                        | 1-0                               | 4-1                               | Éliminatoires Coupe du monde 2014 |
| 38                                | 15 octobre 2013                   | Londres (Angleterre)              | Pologne                           | 1-0                               | 2-0                               | Éliminatoires Coupe du monde 2014 |
| 39                                | 4 juin 2014                       | Miami (États-Unis)                | Équateur                          | 1-1                               | 2-2                               | Match amical                      |
| 40                                | 19 juin 2014                      | São Paulo (Brésil)                | Uruguay                           | 1-1                               | 1-2                               | Coupe du monde de football 2014   |
| 41                                | 3 septembre 2014                  | Londres (Angleterre)              | Norvège                           | 1-0                               | 1-0                               | Match amical                      |
| 42                                | 9 octobre 2014                    | Londres (Angleterre)              | Saint-Marin                       | 2-0                               | 5-0                               | Éliminatoires Euro 2016           |
| 43                                | 12 octobre 2014                   | Tallinn (Estonie)                 | Estonie                           | 1-0                               | 1-0                               | Éliminatoires Euro 2016           |
| 44                                | 15 novembre 2014                  | Londres (Angleterre)              | Slovénie                          | 1-1                               | 3-1                               | Éliminatoires Euro 2016           |
| 45                                | 18 novembre 2014                  | Glasgow (Écosse)                  | Écosse                            | 2-0                               | 3-1                               | Match amical                      |
| 46                                | 18 novembre 2014                  | Glasgow (Écosse)                  | Écosse                            | 3-1                               | 3-1                               | Match amical                      |
| 47                                | 27 mars 2015                      | Londres (Angleterre)              | Lituanie                          | 1-0                               | 4-0                               | Éliminatoires Euro 2016           |
| 48                                | 14 juin 2015                      | Ljubljana (Slovénie)              | Slovénie                          | 3-2                               | 3-2                               | Éliminatoires Euro 2016           |
| 49                                | 5 septembre 2015                  | Saint-Marin                       | Saint-Marin                       | 1-0                               | 6-0                               | Éliminatoires Euro 2016           |
| 50                                | 8 septembre 2015                  | Londres (Angleterre)              | Suisse                            | 2-0                               | 2-0                               | Éliminatoires Euro 2016           |
| 51                                | 17 novembre 2015                  | Londres (Angleterre)              | France                            | 2-0                               | 2-0                               | Match amical                      |
| 52                                | 27 mai 2016                       | Sunderland (Angleterre)           | Australie                         | 2-0                               | 2-1                               | Match amical                      |
| 53                                | 27 juin 2016                      | Nice (France)                     | Islande                           | 1-0                               | 1-2                               | Euro 2016                         |

## Palmarès

### En club
- Manchester United
  - Champion d'Angleterre en 2007, 2008, 2009, 2011 et 2013
  - Vainqueur de la Ligue des champions en 2008
  - Vainqueur de la Ligue Europa en 2017
  - Vainqueur de la Coupe d'Angleterre en 2016
  - Vainqueur de la Coupe de la Ligue anglaise en 2006, 2009, 2010 et 2017
  - Vainqueur du Community Shield en 2007, 2010, 2011 et 2016
  - Vainqueur de la Coupe du monde des clubs de la FIFA en 2008
  - Finaliste de la Coupe d'Angleterre en 2005 et 2007
  - Finaliste de la Ligue des champions en 2009 et 2011

### Distinctions personnelles
- Trophée Golden Boy en 2004
- Footballeur de l'année de la FWA en 2010
- Joueur de l'année PFA de Premier League en 2010
- FIFPro jeune joueur de l'année en 2005
- Jeune personnalité sportive de l'année BBC en 2002
- Jeune joueur de l'année PFA (en) de Premier League en 2005 et 2006
- Meilleur joueur anglais de l'année en 2008, 2009 et 2015
- Meilleur passeur de la Ligue des champions en 2014
- Joueur du mois de Premier League en février 2005, décembre 2005, mars 2006, novembre 2007 et janvier 2010
- Meilleur joueur et meilleur buteur de la Coupe du monde des clubs de la FIFA 2008 (3 buts)
- Nommé dans l'équipe-type de Premier League en 2006, 2010 et 2012
- Nommé dans l'équipe-type de Major League Soccer en 2018
- Nommé dans l'équipe-type de FIFA/FIFPro World XI en 2011
- Nommé dans l'équipe-type de l'Euro 2004
- But de la saison de Premier League en 2011 et 2014.
- Plus beau but du mois de Premier League en novembre 2017[193].
- Nommé au Ballon d'or huit fois (en 2004, 2005, 2006, 2007, 2008, 2009, 2011, 2012) et arrive cinquième du classement en 2011.
- Intégré au Premier League Hall of Fame en 2022[194]

### Records
- Meilleur buteur de l'histoire de Manchester United (253 buts)
- Joueur britannique le plus prolifique en Ligue des champions[195]

## Vie privée
Le 12 juin 2008, il se marie avec Coleen McLoughlin (en) à Santa Margherita Ligure, dans le nord-ouest de l'Italie. Le 2 novembre 2009, son épouse donne naissance à leur premier enfant. Le couple accueille trois autres garçons en 2013, 2016 puis 2018.
Son frère John (en), de cinq ans son cadet, est également footballeur et évolue au poste de milieu de terrain dans l'équipe de Barrow en National League anglaise.